# Могилів (село)
Могилі́в — село в Україні, центр Могилівської сільської територіальної громади Дніпровського району Дніпропетровської області. Населення — 3362 осіб (станом на 1 січня 2021 року).

## Географія
Розташоване на лівому березі річки Орелі, між річкою та каналом Дніпро — Донбас (лівий берег), за 10 км на південь від смт Царичанка. Вище за течією річки Оріль на відстані 0,5 км розташоване село Драгівка, нижче за течією річки на відстані 2 км розташоване село Проточі, на протилежному березі — села Єгорине, Китайгород та смт Царичанка. Річка в цьому місці звивиста, утворює лимани, стариці і заболочені озера. Через село пролягають автошляхи Н31 та Т 0441. Найближча залізнична станція — Балівка (за 45 км). 

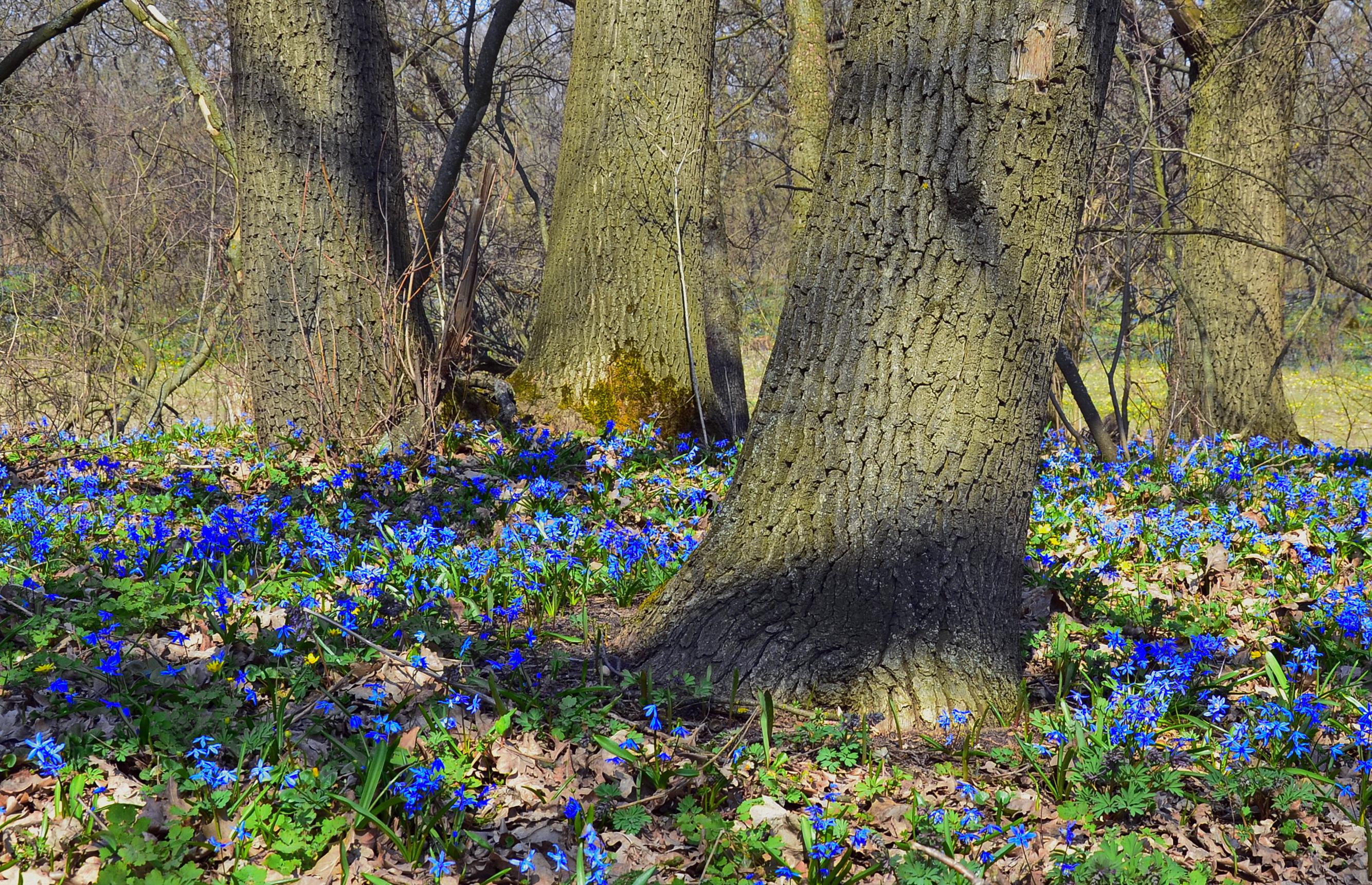
Дубовий гай біля Могилівського

## Археологія
В околицях Могилева досліджені кургани епохи бронзи (II—I тисячоліть до н. е.) з поодинокими сарматськими похованнями (I—II століть). Поблизу села знаходяться споруди Української укріпленої лінії — земляні вали укріплення (редути).

## Історія
Село виникло у XVIII столітті. Перша письмова згадка про це датується 1720 роком, як хутір запорізького старшини Могили. В селі тоді налічувався 51 двір. Стосовно назви села існує кілька версій. Одна з них говорить про те, що Могилів названий так тому, що на його території багато козацьких могил. Інша — село заснували козаки Могила та Лев і назва села пішла від сполучення їх імен.
У селі Могилів з 1720 року збудована каплиця, з 1745 року — вже була церква, що проіснувала до 1934 року. У селі діяв, як і до наших часів Воскресенський молитовний дім.
У XVIII столітті село входило до складу Протовчанської паланки Запорозької Січі, пізніше було центром Могилівської волості Новомосковського повіту Катеринославської губернії. Станом на 1886 рік тут мешкало 4 697 особи, було 734 двори, волосне правління, православна церква, школа, 6 крамниць, винний склад, проходили 2 ярмарки та один базар на свята.
У 1905 році під впливом уродженців села, робітників катеринославських заводів, у Могилеві спалахнуло селянське повстання.
У 1908—1909 роках була збудована земська лікарня на 10 ліжок.
З 1907 по 1917 у Воскресенській церкві  служив першим священиком Гавриїл Костянтинович Коробчанський [Архівовано 9 січня 2022 у Wayback Machine.].
Радянська окупація встановлена наприкінці грудня 1917 року. Під час Визвольних змагань тут діяв партизанський загін під командуванням Б. Л. Мірошниченка.
Перший партійний осередок створений у селі 1919 року, комсомольський — у 1920 році.
У 1929 році створені перші колгоспи «Новий етап» і «14-річчя Жовтня», у які вступили 40 осіб.
На фронтах німецько-радянської війни воювали понад 1,5 тисячі місцевих жителів, понад 800 з, них загинули, більше 500 нагороджені орденами та медалями. У селі Могилів на братській могилі полеглих воїнів-визволителів села встановлено меморіал на честь загиблих односельців.
У повоєнний час в селі знаходилася центральна садиба колгоспу «Прогрес», за яким було закріплено 10 704 га сільськогосподарських угідь, у тому числі 9 000 га орної землі. Господарство спеціалізувалося на виробництві зерна і молока. З підсобних підприємств працювали млин, олійниця, пилорама, ремонтні майстерні. У селі діяли середня, восьмирічна і початкова школи, лікарня на 70 ліжок, фельдшерсько-акушерський пункт, ветлікарня, будинок культури з залом на 500 місць, три бригадних клуби, чотири бібліотеки з книжковим фондом понад 36 тисяч примірників, майстерня побутового обслуговування, телеательє, три крамниці, відділення зв'язку, АТС. За 1966—1977 роки в селі побудовано понад 300 житлових будинків.
17 липня 2020 року, в результаті адміністративно-територіально-територіальної реформи та ліквідації Царичанського району, село увійшло до складу новоутвореного Дніпровського району.

## Населення

### Мова
Розподіл населення за рідною мовою за даними перепису 2001 року:
| Мова            | Кількість | Відсоток |
| --------------- | --------- | -------- |
| українська      | 3876      | 94.61%   |
| російська       | 208       | 5.08%    |
| вірменська      | 6         | 0.15%    |
| білоруська      | 3         | 0.07%    |
| німецька        | 1         | 0.02%    |
| інші/не вказали | 3         | 0.07%    |
| Усього          | 4097      | 100%     |

## Соціальна сфера
У селі діють:
- дві школи: Могилівська загальноосвітня школа І—ІІ ступенів (директор — Машура Світлана Степанівна), Могилівська загальноосвітня школа І — ІІІ ступенів ім. І. М. Шишканя (директор — Динька Анатолій Васильович);
- дошкільний навчальний заклад «Дзвіночок» та дитячий садок-ясла «Ромашка»;
- бібліотека-філіал № 15 та сільська бібліотека;
- Зорянський сільський будинок культури та Могилівський будинок культури[3][5];
- Комунальний заклад «Могилівський геріатричний пансіонат» Дніпропетровської обласної ради.

## Охорона здоров'я
Діють фельдшерсько-акушерський пункт, амбулаторія загальної практики сімейної медицини. Є дитячий заклад оздоровлення та відпочинку ім. Володі Дубініна.

## Культура

### Пам'ятки
Меморіальний комплекс воїнам-визволителям та загиблим односельцям, Споруди Української укріпленої лінії — земляні вали укріплення (редути) (початок XVIII століття).

### Релігійна культура
Свято-Воскресенський храм, будинок-музей схиігумені Серафими.

## Спорт
Футбольний клуб — «Оріон».
Футбольна шкільна секція на чолі з Стратієм Михайлом Михайловичем.

## Відомі особи
У селі народилися:
- Власенко Василь Євтихійович (1909—1970) — український державний діяч, вчений-економіст.
- Огій Степан Олександрович (1918—2006) — український скульптор.
- Панікаха Михайло Овер'янович (1914—1982) — Герой Радянського Союзу
- Шишкань Ілля Минович (1918—1943) — радянський льотчик-винищувач, Герой Радянського Союзу.

## Галерея

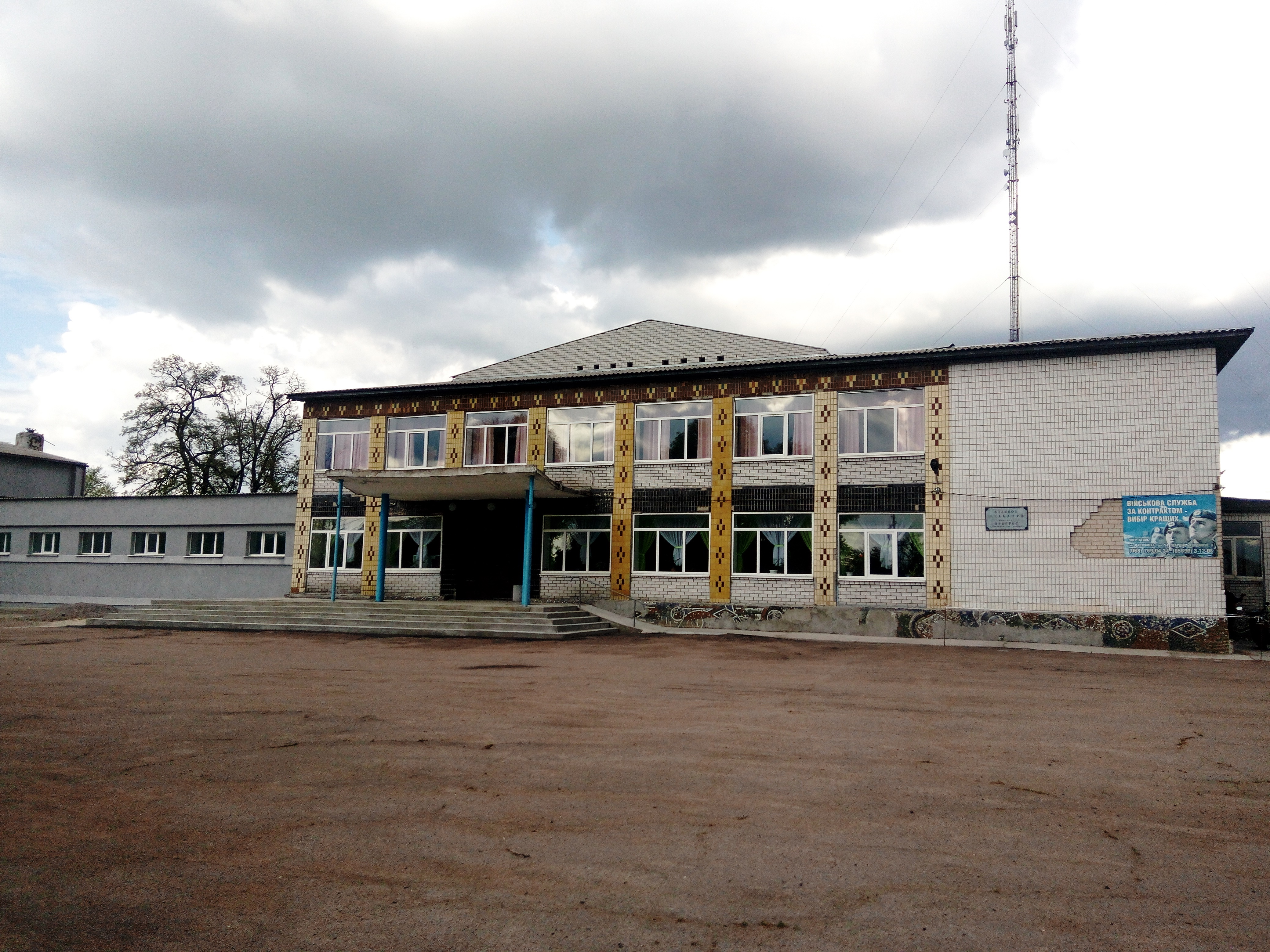
Будинок культури
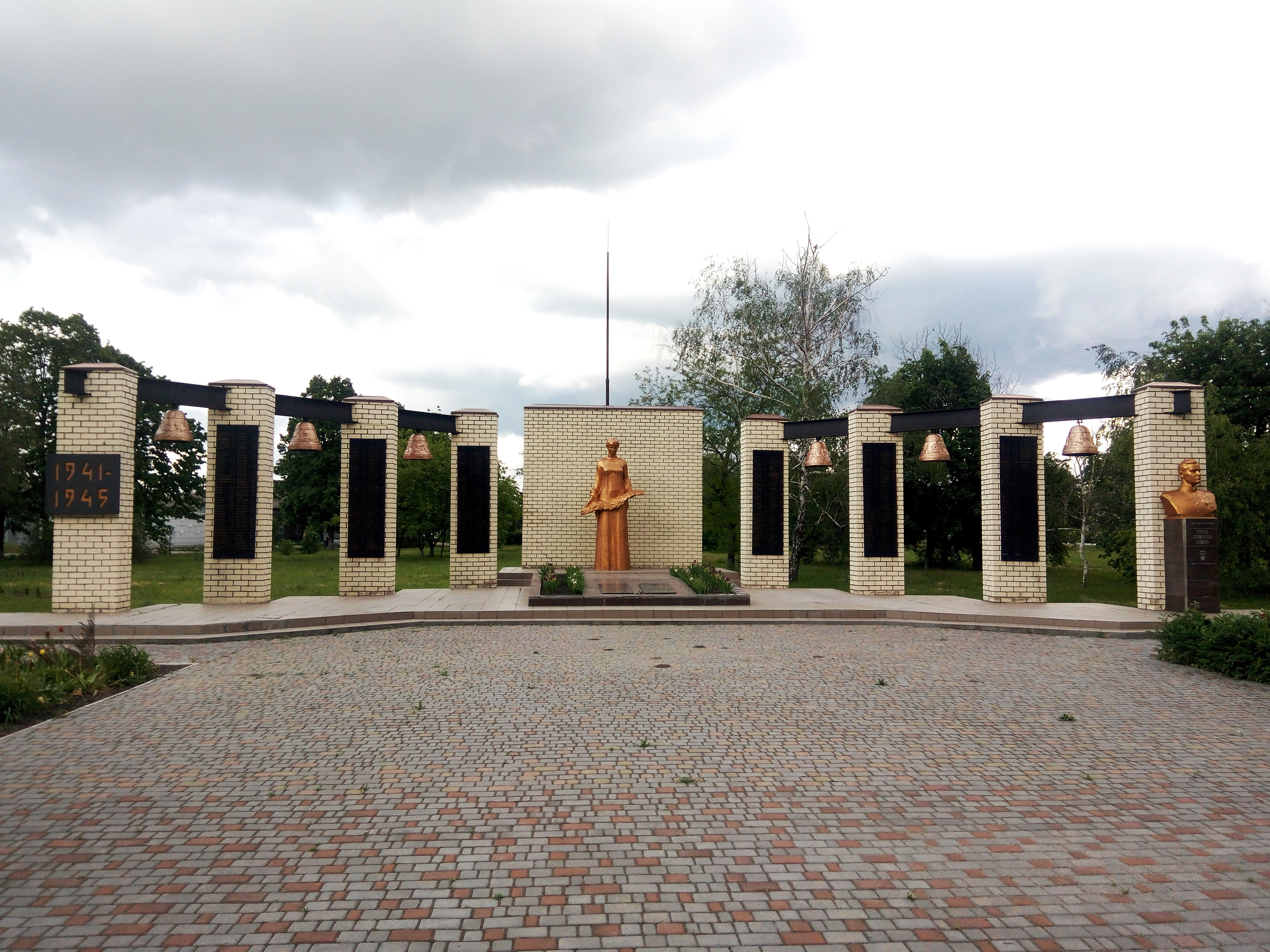
Військовий меморіал загиблим під час Другої світової війни
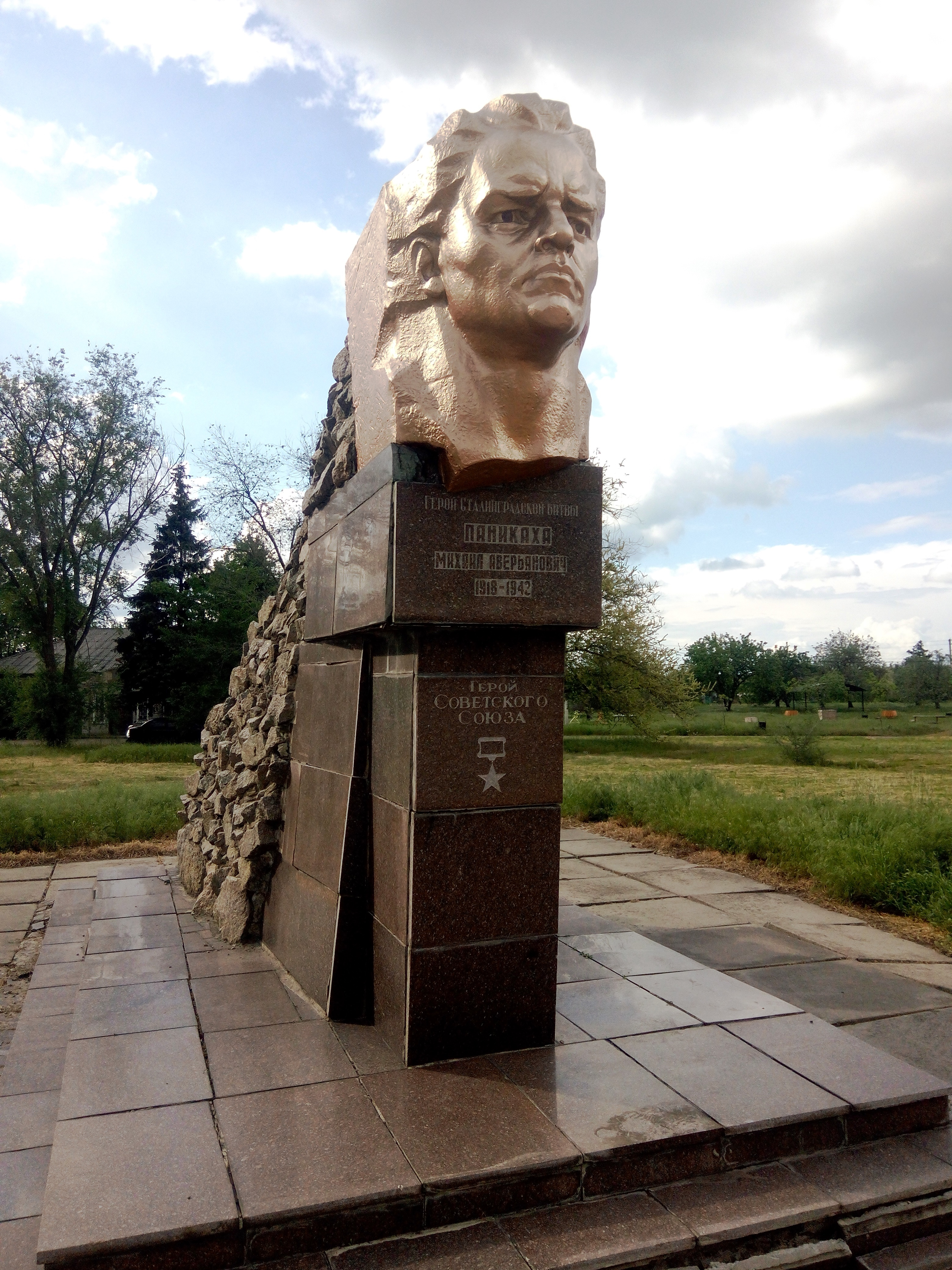
Пам'ятник-погруддя Михайла Панікахи
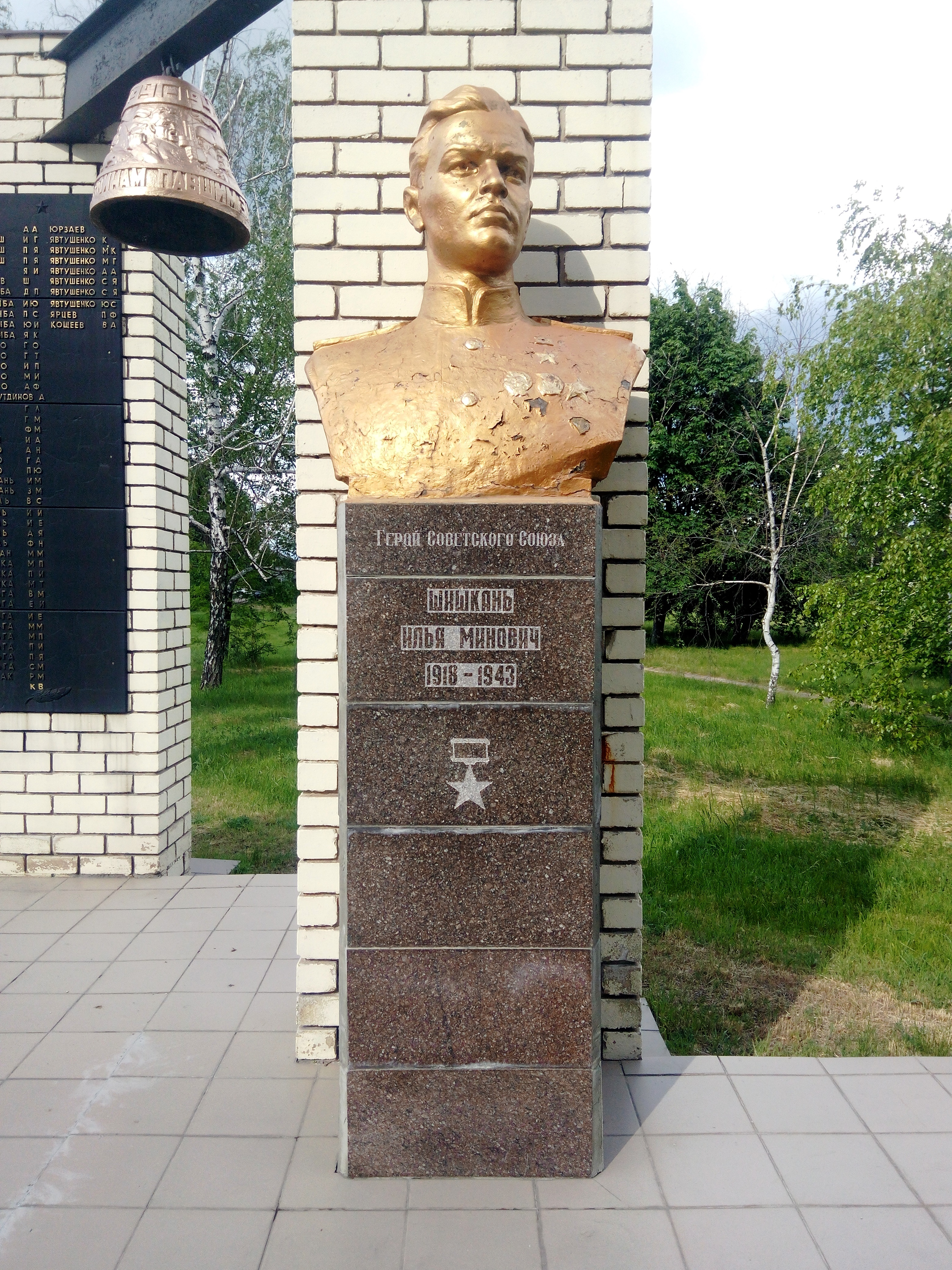
Погруддя I. М. Шишканя
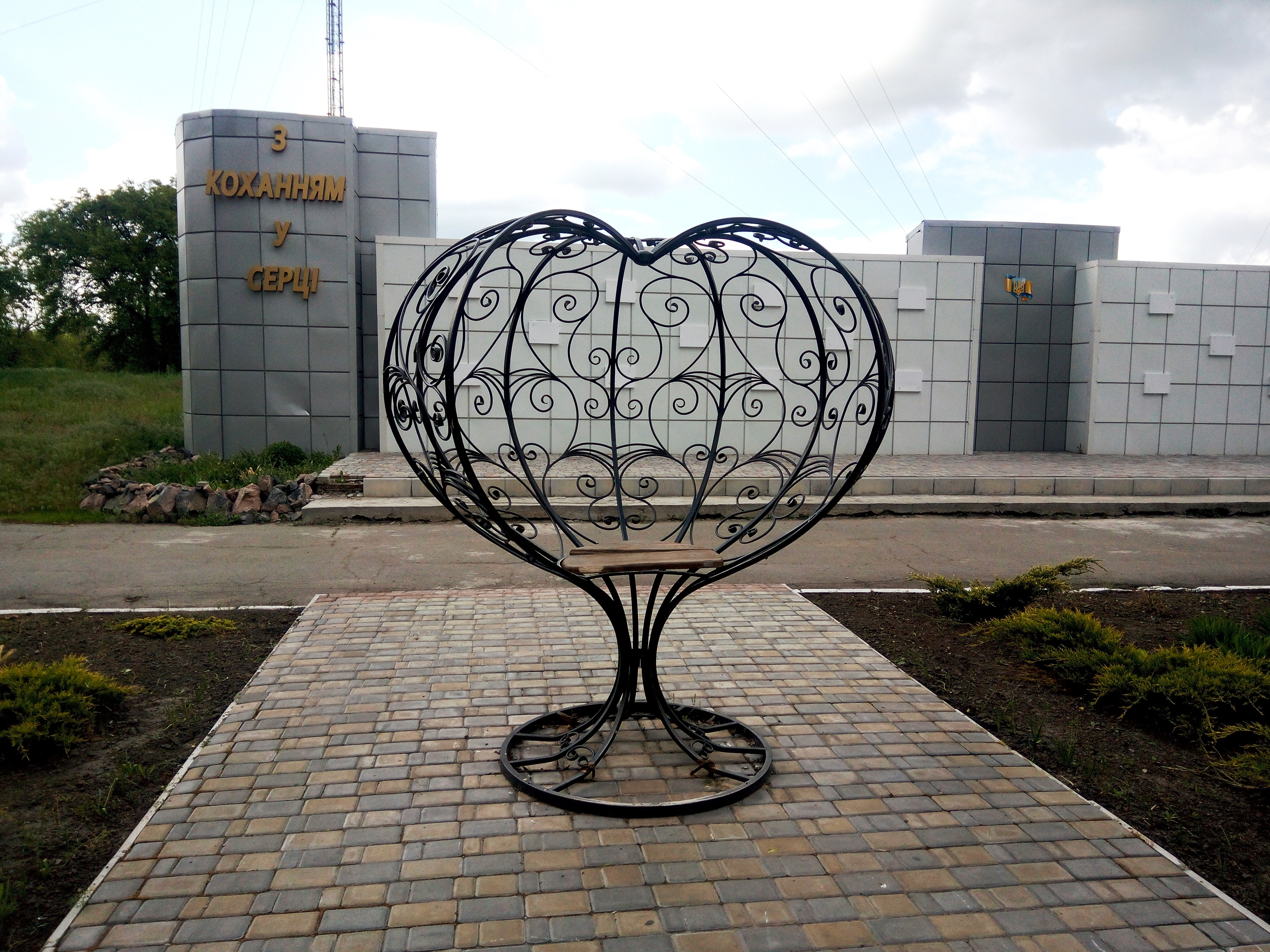
Інсталяція «З коханням у серці»
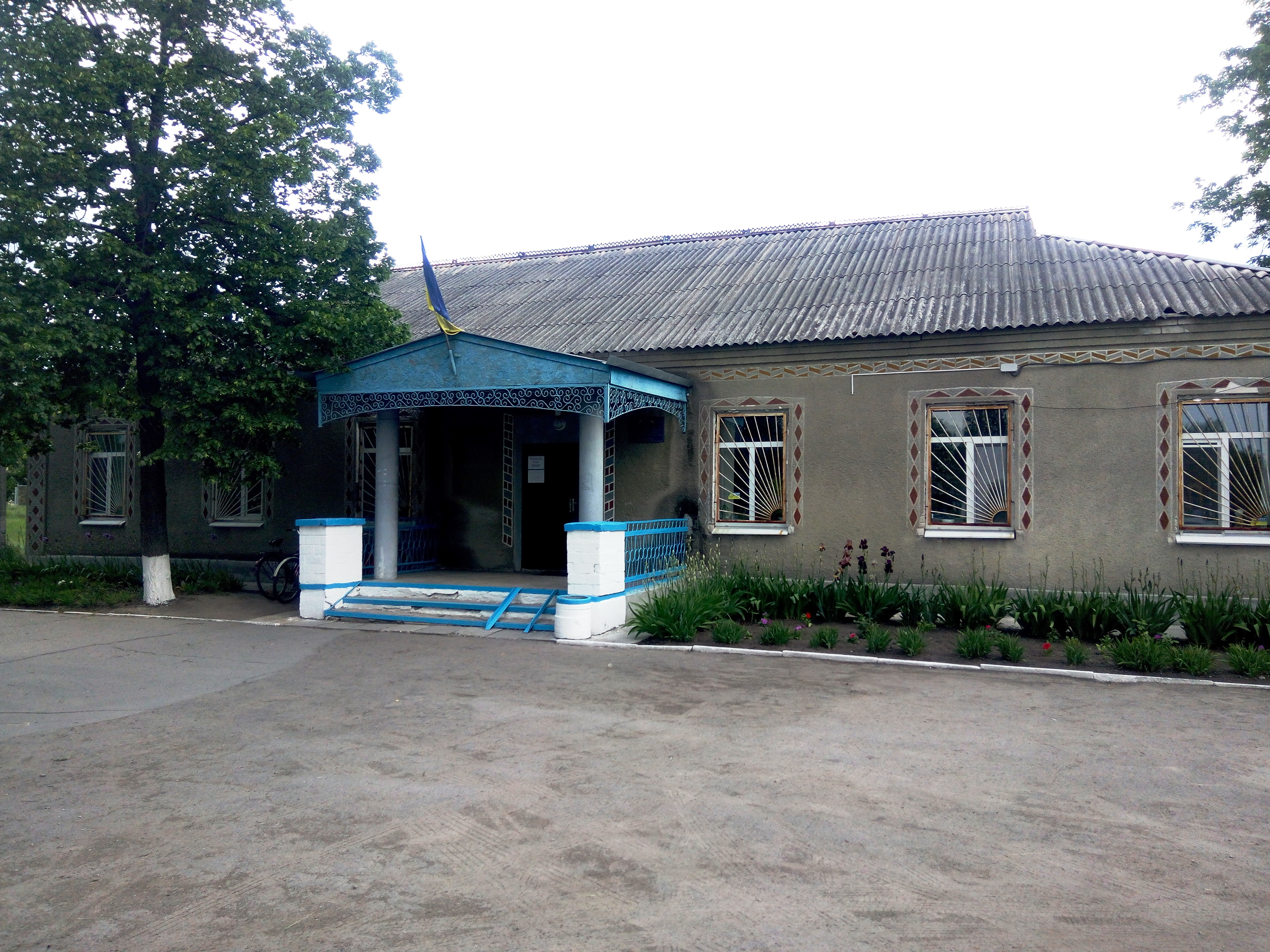
Будівля Могилівської сільської ради